# Ahmed Rajib Haider
Ahmed Rajib Haider , né en 1982 et mort assassiné le 15 février 2013, était un blogueur athée du Bangladesh Il avait l'habitude de bloguer dans les communautés de blogueurs à savoir Somewhereinblog.net, Amarblog.com et Nagorikblog.com et utilisait le pseudonyme Thaba Baba.
Le 15 février 2013, après des commentaires mis en ligne sur le fondamentalisme religieux, il a été assassiné par des militants d'un groupe nommé Ansarullah Bangla Team, armés de machettes,.
Architecte de profession, le blog de Haider a été l'un de ceux qui ont déclenché la manifestations de la place Shahbag en 2013. Les manifestants cherchaient à faire juger les auteurs des massacres perpétrés lors de la guerre de libération du Bangladesh en 1971, une mesure qui était largement considérée comme visant les islamistes radicaux. Les protestations ont été combattues par des groupes islamiques, qui ont organisé des contre-marches sous la bannière d'un groupe nouvellement formé appelé Hefazat-e-Islam Bangladesh.
Le 30 décembre 2015, après presque trois ans, deux membres de l'équipe d'Ansarullah Bangla, Md Faisal Bin Nayem et Redwanul Azad Rana, ont été reconnus coupables de meurtre et condamnés à mort. Faisal, a dit la cour, est celui qui a attaqué Haider avec un hachoir à viande. Rana s'était enfui et avait été condamné par contumace. Maksudul Hasan, un autre membre de l'organisation illégale, a également été reconnu coupable de meurtre et condamné à la prison à vie. Six autres membres de l'ABT, y compris le chef Mufti Jasim Uddin Rahmani, ont été condamnés à des peines d'emprisonnement de cinq à dix ans.

## Mort
Dans la nuit du 15 février 2013, Haider a été attaqué alors qu'il quittait sa maison dans le quartier de Mirpur à Dacca. Son corps a été retrouvé allongé dans une mare de sang, mutilé au point que ses amis ne pouvaient pas le reconnaître. Le lendemain, son cercueil a été transporté par la place Shahbagh lors d'une manifestation publique de plus de 100 000 personnes. Le Premier ministre Sheikh Hasina a rendu visite à sa famille à Palashnagar, à Dacca, et a promis d'agir.
Le 2 mars 2013, le Bureau de détectives du Bangladesh a arrêté cinq membres de la nouvelle organisation extrémiste Ansarullah Bangla Team pour ce meurtre. L'organisation était une émanation de l'Islami Chhatra Shibir, une aile étudiante du parti politique Jamaat-e-Islami. Le groupe tire son idéologie d'Anwar Al-Awlaki, un militant d'Al-Qaida basé au Yémen qui a été tué en 2011. Les inspecteurs ont dit que l'attaque a été commanditée par le leader islamique Chhatra Shibir « Rana » de l'aile jeunesse du Jamaat-e-Islami,, qui n'avait pas été retrouvé deux mois après l'événement.
Les cinq étudiants, Faisal bin Nayeem alias Dwip, Maksudul Hassan Anik, Ehsan Reza Rumman, Naim Sikder Irad et Nafis Imtiaz, ont avoué le crime devant un juge. Les étudiants venaient de milieux aisés. La veille du meurtre, Anik, Raza et Irad jouaient au cricket sur le terrain devant la maison de Haider, comme membres de « l'équipe Intel ».

## Attaques liées
L'incident s'est produit au plus fort des manifestations Shahbag de 2013 au Bangladesh. Bien que les attaques contre des écrivains athées et d'autres écrivains laïques ne soient pas un phénomène nouveau au Bangladesh, la mort de l'architecte et militant de Shahbag, âgé de 30 ans, a mis en évidence la lutte des libres-penseurs du Bangladesh.
L'assassinat de Haider est considéré comme faisant partie d'une attaque plus vaste contre les blogueurs athées et laïques au Bangladesh. Les groupes islamiques se sont ralliés pour une loi sur le blasphème qui s'inspire de la loi sur le blasphème au Pakistan. Un mois avant l'attaque contre Haider, le blogueur Asif Mohiuddin avait été agressé devant sa maison par quatre jeunes, également de l'équipe d'Ansarullah Bengali. Bien que grièvement blessé, Asif a survécu. Ses agresseurs ont été appréhendés en avril 2013 sur la base des indices de l'enquête sur le meurtre de Haider. Un autre auteur controversé, blogueur et activiste en ligne nommé Sunnyur Rahman, populairement connu sous le nom de Nastik Nobi' (Prophète athée) dans la communauté du blog, a également été poignardé le 7 mars 2013.
En mars 2013, le blog d'Asif sur somewhereinblog.net a été fermé par la Bangladesh Telecommunication Regulatory Commission. En avril, Asif a été arrêté pour des postes « blasphématoires », ainsi que trois autres blogueurs, un mouvement contesté qui a provoqué le blackout du blog bengali en 2013. La répression contre les blogs indépendants et la fermeture du journal Amar Desh ont été vivement critiquées par Human Rights Watch et International Humanist and Ethical Union,. Peu après l'arrestation des blogueurs, Mukto-Mona, un site indépendant de libres-penseurs et d'athées d'origine principalement bengali et sud-asiatique, a publié une déclaration intitulée « Le gouvernement du Bangladesh anéantit la liberté d'expression en arrêtant et harcelant de jeunes blogueurs dans le pays ». Amnesty International a également publié une déclaration intitulée « Bangladesh : les écrivains risquent la torture ».
Le Center for Inquiry (CFI), a demandé au secrétaire d'État américain John Kerry de « faire pression sur le gouvernement du Bangladesh pour qu'il revienne sur sa politique d'arrestation des blogueurs athées critiques envers la religion ». Ils ont envoyé une lettre à l'ambassadrice itinérante pour la liberté religieuse internationale, Suzan Johnson Cook, pour « faire tout leur possible pour sensibiliser le public à cette situation ». D'autres organisations influentes telles que le Free Society Institute of South Africa, Reporters sans frontières, le Committee to Protect Journalists, Global Voice Advocacy et plusieurs autres organismes ont également demandé la libération immédiate des blogueurs bangladais et ont demandé à plusieurs autorités étrangères de faire pression sur le Bangladesh à ce sujet.
Les 25 avril et 2 mai 2013, des manifestations ont eu lieu dans le monde entier pour faire pression sur le gouvernement bangladais afin qu'il libère les blogueurs arrêtés. Plusieurs groupes humanistes (dont CFU, CFI-Canada, la British Humanist Association, American Atheists, Secular Coalition for America et Freethinkers of University of Missouri's campus) ont participé dans des villes aux États-Unis, au Canada, au Royaume-Uni et au Bangladesh. De nombreux écrivains, militants et intellectuels éminents du monde entier, dont Salman Rushdie, Taslima Nasreen, Maryam Namazie, PZ Myers et Avijit Roy par exemple, ont exprimé leur solidarité envers ces blogueurs arrêtés. Trois des blogueurs arrêtés ont finalement été libérés sous caution, Cependant, le tribunal a refusé la libération sous caution d'Asif Mohiuddin et l'a envoyé en prison le 2 mars 2013. Il a été libéré au bout de trois mois mais fait toujours l'objet d'accusations,.

### 2015
Rien qu'en 2015, au moins cinq autres écrivains et éditeurs laïcs ont été assassinés par des islamistes :
- 26 février : Le blogueur et auteur américain Avijit Roy a été poignardé à mort au salon du livre de Dacca[33].
- 30 mars : Le blogueur Washiqur Rahman, qui écrivait sous le nom de plume « Kutshit Hasher Chhana » (« vilain petit canard ») a également été poignardé à mort en plein jour près de sa maison à Tejgaon, Dacca. Deux des trois tueurs ont été attrapés par un mendiant transgenre alors qu'ils tentaient de fuir les lieux, et détenus jusqu'à l'arrivée de la police[34],[35],[36].
- 11 mai : Ananta Bijoy Das, 33 ans, banquière et fondatrice d'un groupe appelé Conseil scientifique et rationaliste, a été tuée à mort alors qu'elle se rendait au travail à Sylhet[37].
- 6 août : Le blogueur Niloy Chakrabarti, qui avait parlé en mai au Guardian de ses menaces de mort, a été tué par une bande armée de machettes dans son appartement du cinquième étage à Dacca[38].
- 31 octobre : L'éditeur Faisal Arefin Dipan, qui avait publié un livre très lu d'Avijit Roy, a été poignardé à mort dans son bureau[39],[40].

En outre, les éditeurs Ahmedur Rashid Chowdhury et les blogueurs Ranadipam Basu et Tareq Rahim ont été gravement blessés dans des attaques à la machette en 2015,.